# Vrhovni svet Oboroženih sil Egipta
Vrhovni svet Oboroženih sil Egipta je nestalni vojaški organ Oboroženih sil Egipta, ki se sestane samo v primeru izrednih razmer v državi; pred egiptovsko revolucijo leta 2011 se je sestal le dvakrat, med vojno z Izraelom.

## 2011
Od 11. februarja 2011 opravlja dolžnosti predsednika države in Vlade Egipta.
Vrhovni svet trenutno (2011) vodi dotedanji obrambni minister feldmaršal Mohamed Husein Tantavi; vidnejši člani sveta so še letalski maršal Reda Mahmud Hafez Mohamed (poveljnik Egiptovskega vojnega letalstva), generalporočnik Sami Hafez Anan (načelnik Generalštaba Oboroženih sil Egipta), generalporočnik Abd El Aziz Seif-Eldeen (poveljnik Poveljstva zračne obrambe Egipta) in viceadmiral Mohab Mamiš (vrhovni poveljnik Egiptovske vojne mornarice). Skupaj ima svet 18 članov iz vojaških vrst: general Hasan al-Rvini (poveljnik Vojaške centalne cone), štabni general Ismail Othman (direktor Oddelka za moralne zadeve), general Mohsen al-Fanagry (pomočnik obrambega ministra), štabni general Mohammed Abdel Nabi (poveljnik Obmejne straže), štabni general Mohamed Hegazi (poveljnik 3. armade), štabni general Sobhi Sedki (poveljnik 2. armade) in poveljniki severne, južne ter zahodne cone. Po poročanju nekaterih medijev je član sveta tudi general Omar Sulejman, podpredsednik Egipta.
Ob prevzemu oblasti je Vrhovni svet napovedal, da bo ob izboljšanju razmer preklical izredne razmere, se odločil glede pozivov proti volitvam, izvedel potrebne spremembe zakonodaje, izvedel svobodne in pravične predsedniške volitve na podlagi nove zakonodaje, da bodo oborožene sile podprle voljo ljudstva in pozval k spoštovanju varnosti države in ljudi.
13. februarja je svet razpustil Parlament Egipta in začasno ustavil izvajanje ustave. Nameravajo pa tudi odlikovali posebno ustavodajni odbor, katerega delo (oz. novo ustavo) bodo potem dali na referendum. Na oblasti pa svet namerava ostati največ šest mesecev oz. do predsedniških in parlamentarnih volitev. Svet se je tudi zavezal, da bo Egipt »spoštoval vse regionalne in mednarodne obveznosti ter sporazume«. To je bilo splošno sprejeto, da se nanaša na egiptovsko-izraelski mirovni sporazum, kar je pozdravil tudi izraelski predsednik vlade Benjamin Netanyahu.